# Arialdo de Milán
San Arialdo (c. 1010 – 27 de junio de 1066) es un santo cristiano del siglo XI. Fue asesinado por sus intentos de reformar el clero milanés.

## Vida

#### Nacimiento y estudios
Arialdo nació en el seno de una familia noble, en Cutiacum (Cucciago), cerca de Como. Después de estudiar en Laon y París, fue ordenado diácono en Milán. 

#### Líder de la Pataria
Junto a Anselmo da Baggio, Arialdo encabezó la pataria, un movimiento que intentó reformar el clero simoníaco milanés. En 1057 empezó su predicación contra el clero incontiente y simoníaco. Inflamados por la predicación del diácono Arialdo y de otros canónigos de la catedral, los sectores más puritanos del pueblo milanés, pertenecientes a todos los estamentos sociales, comenzaron a boicotear los actos religiosos celebrados por curas casados o que vivían con concubinas, al tiempo que denunciaban las prácticas simoníacas.  
Arialdo rápidamente llegó a un conflicto con Guido de Valete, arzobispo de Milán, quien convocó un sínodo provincial en Fontanero que condenó y excomulgo a Arialdo.
Mientras todo esto ocurría en Milán, en Roma estaban preocupados por el caso. Por eso se envió en ayuda del arzobispo Guido, a Anselmo de Baggio, futuro papa Alejandro II e Hildebrando de Soana, futuro papa Gregorio VII. El Papa Esteban IX levantó la excomunión a Arialdo para que continuará la reforma.

#### Martirio
Mientras se dirigía a Roma, fue asesinado por esbirros del arzobispo, quienes lo castraron y le amputaron la mano derecha para finalmente lanzarlo al Lago Mayor.

## Veneración
Diez meses después de su asesinato, su cuerpo fue encontrado en el Lago Maggiore (supuestamente en perfecto estado de conservación y emitiendo un dulce olor). Fue llevado a Milán y expuesto en la Basílica de Sant'Ambrogio. Posteriormente, sería enterrado en la iglesia de San Celso, y en 1067, el papa Alejandro II lo declaró mártir de la iglesia.